# Sannau
Sannau ist eine Ortschaft in der Gemeinde Lemwerder im niedersächsischen Landkreis Wesermarsch.
Sannau wurde 1139 unter dem Namen „Sandouwe“ erstmals urkundlich erwähnt.